# گستگوتبرگ
گستگوتبرگ (به آلمانی: Geestgottberg) یک منطقهٔ مسکونی در آلمان است که در زی‌هاوزن (آلتمارک) واقع شده‌است. گستگوتبرگ ۳۹۵ نفر جمعیت دارد.